# (6585) O’Keefe
(6585) O’Keefe (1984 SR) – planetoida z grupy przecinających orbitę Marsa okrążająca Słońce w ciągu 3,65 lat w średniej odległości 2,37 j.a. Odkryta 26 września 1984 roku.